# Bonifacio del Vasto
Bonifacio del Vasto (Savona, 1055 circa – 1125 circa) era marchese di Savona e della Liguria Occidentale, appartenente alla dinastia degli Aleramici, del ramo soprannominato del Vasto. Secondo Goffredo Malaterra, Bonifacio era "il più famoso marchese d'Italia".

## Biografia
Era figlio del marchese Ottone III di Savona, chiamato "Teutone", e della moglie Berta di Torino (figlia a sua volta di Olderico Manfredi II, marchese di Torino e Susa, e di Berta d'Este). 

Teutone ebbe cinque figli maschi giunti all'età adulta, di cui quasi certamente Anselmo era il primogenito, mentre forse Bonifacio il secondogenito. Anselmo risulta alla fine degli anni '70 sposato e con un figlio maschio e una o più femmine, Però Anselmo e Manfredo morirono in alcuni scontri armati e l'erede principale divenne Bonifacio, il quale sposò subito dopo la vedova del fratello.
È attestato per la prima volta all'anno 1064 insieme alla madre e i fratelli, due dei quali morirono in combattimento intorno al 1079, quando Bonifacio intende sposarsi con la vedova del fratello Anselmo. In questo periodo assunse il controllo del marchesato di Savona, e conferma privilegi ai savonesi nel 1084.

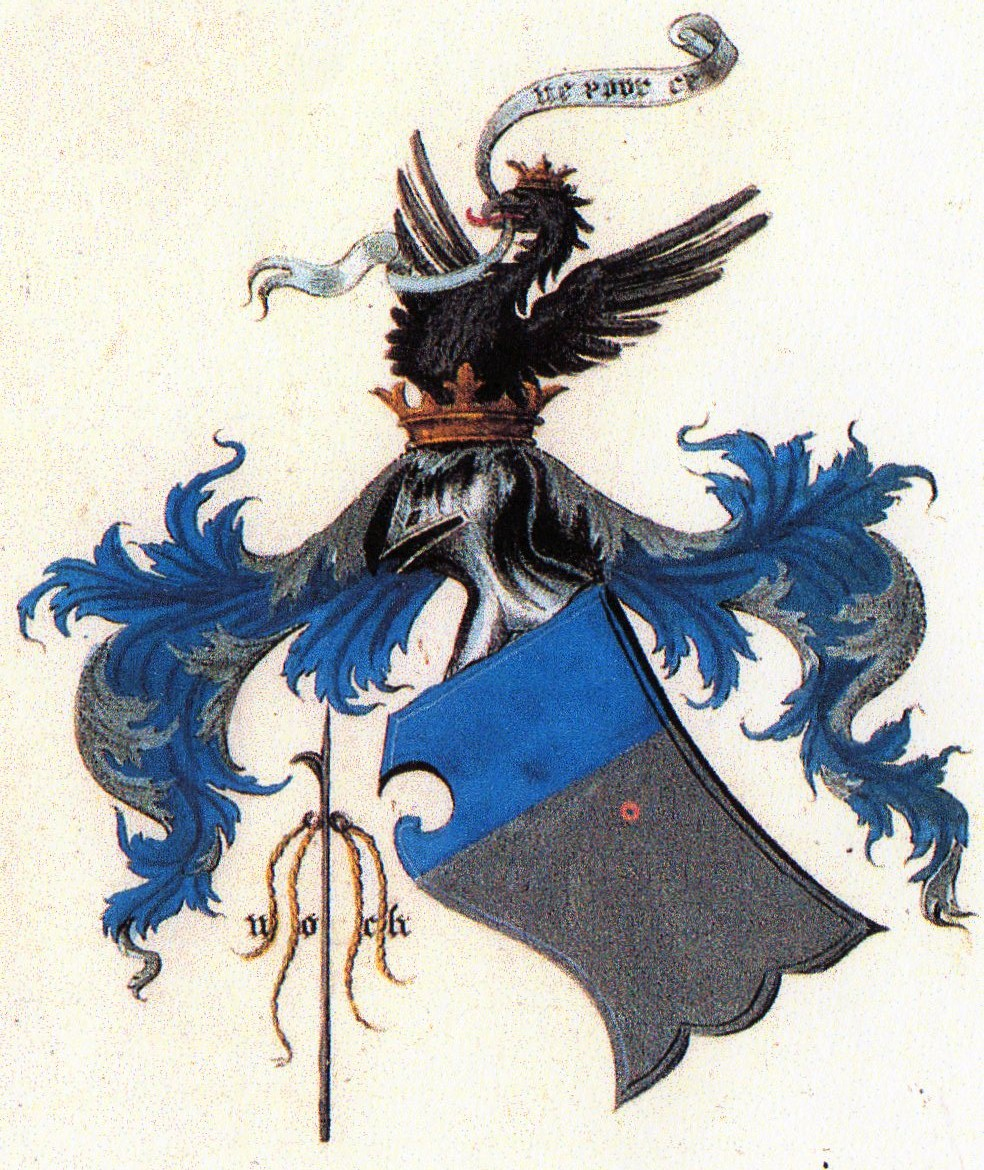
Stemma dei marchesi di Savona della casata del Vasto

Alla morte della zia materna, Adelaide di Susa, nel 1091, ultima degli arduinici, Bonifacio mirò ad estendere la sua egemonia sui territori precedentemente appartenuti alla marca di Torino, scontrandosi con un altro importante pretendente: Umberto II di Savoia. 

Alleandosi con alcuni ricchi feudatari e con il vescovo di Torino, Bonifacio effettuò una formidabile espansione nel periodo a cavallo tra l'XI e il XII secolo e s'impadronì di ampi territori nella Liguria occidentale e nel Piemonte meridionale, occupando i comitati di Albenga, Alba, Asti, Auriate, Bredulo e la stessa Torino.
L'enorme estensione territoriale di cui Bonifacio del Vasto divenne signore fu lasciata in eredità ai figli nel suo testamento di 1125.

## Il nome del Vasto
Egli non utilizzò mai il nome Del Vasto, con cui fu designato in seguito. Nella documentazione appare sempre come "Bonifacius marchio". Ancora non ha consenso da parte dagli storici riguardo alla significazione del soprannome del Vasto, con il quale alcuni di suoi discendenti furono anche riferite. Finora non è stato possibile verificare l'esistenza di un "marchesato del Vasto", che alcuni storici hanno applicato all'area di Montenotte, nel retroterra montuoso di Savona, parte dei desertis locis donati da Ottone I di Sassonia al primo marchese Aleramo. La discussione continua ancora oggi.

## Matrimoni e discendenza
Bonifacio sposò inizialmente Alice di Savoia, figlia del conte Pietro I di Savoia, "desponsata" dal fratello Anselmo morto da poco. I "desponsalia" erano una cerimonia, il cui significato è considerato da alcuni come equivalente a un matrimonio e da altri solo come una promessa di matrimonio. Il matrimonio, quindi, fu annullato da papa Gregorio VII, che aderiva alla prima tesi e lo considerava un matrimonio fra parenti, non ammesso dal diritto canonico. Prima di questo passo, il 3 novembre 1078, il papa affidò a Cuniberto, vescovo di Torino, a Guglielmo, vescovo di Asti e al vescovo d'Alba, l'incarico di farlo desistere da queste nozze, intento non andato a buon fine. Dalle nozze, nel frattempo, erano già nati i seguenti figli:
- Bonifacio d'Incisa, diseredato per tradimento[1]. Esso poco dopo il 1100, seguì il padre nelle sue lotte, ma, come scritto nel testamento del padre del 1125, lo tradì facendolo imprigionare dai suoi nemici, consegnando a questi inoltre i castelli da lui gestiti; probabilmente egli tradì il padre in quanto egli non era considerato nella ripartizione egualitaria dei figli per la successione[1]. Egli comunque ereditò i beni materni di Incisa, creando un proprio nucleo di potere autonomo[1]. Da lui discendono i marchesi d'Incisa.
- una figlia, Sibilla, inizialmente promessa sposa al re di Francia Luigi VI. L'accordo fu annullato quando essa perse lo status canonico di figlia legittima.

Successivamente Bonifacio sposò Agnese di Vermandois, figlia di Ugo I il Grande di Vermandois, della stirpe capetingia, fratello del re di Francia Filippo I e crociato, e di Adelaide, ultima esponente della stirpe carolingia, dalla quale ebbe:
- Manfredo I, che diede origine ai marchesi di Saluzzo;
- Guglielmo, che generò i marchesi di Busca e il loro ramo secondogenito, i Lancia;
- Ugo, Ugone o Ugomagno, marchese di Clavesana, morto senza figli;
- Anselmo, da cui prendono origine i marchesi di Ceva (con Guglielmo) e Clavesana (con Bonifacio);
- Enrico, da cui discendono i successivi marchesi di Savona, soprannominati Del Carretto;
- Oddone Boverio, marchese di Loreto, che alienò i suoi feudi agli Astigiani;
- Bonifacio il Minore, vescovo e marchese di Cortemilia;
- Sibilla, che sposò Guglielmo VI di Montpellier.

Bonifacio fu anche tutore di Adelasia ed Enrico, figli di suo fratello Manfredo, deceduto in seguito a una rivolta di cittadini a Savona nel 1079. Adelasia del Vasto, quindi, fu sua nipote ma non figlia, come è invece citata in alcuni documenti. Adelasia sposò Ruggero I di Sicilia, divenendo madre di Ruggero II e, sposando in seconde nozze Baldovino I, in seguito fu regina di Gerusalemme. Il matrimonio nel 1089 tra Adelasia e Ruggero suggellò un'alleanza tra Aleramici e i normanni Altavilla. Scesero in Sicilia, con Adelasia, anche due sorelle che sposarono due figli naturali di Ruggero, Giordano e Goffredo, e il fratello Enrico, che sposò Flandina figlia di Ruggero, e risulta già personaggio di primo piano della corte normanna nel 1094. Dai grandi possedimenti familiari dei Del Vasto tra Piemonte e Liguria, migrarono in Sicilia anche molti conterranei della Marca Aleramica. Questa gente aleramica al seguito di Enrico e Adelasia costituì la prima ondata migratoria di lombardi (in realtà, piemontesi e liguri, e in minor parte lombardi ed emiliani)  che ripopolarono alcuni centri della Sicilia occidentale e orientale tra l'XI e il XIII secolo.

## Ascendenza
|                       |                     |                      | Genitori                  |  |  | Nonni |  |  | Bisnonni             |  |  | Trisnonni           |  |
|                       |                     |                      |                           |  |  |       |  |  | Anselmo II di Savona |  |  | Anselmo I di Savona |  |
|                       |                     |                      |                           |  |  |       |  |  | Anselmo II di Savona |  |  | Anselmo I di Savona |  |
|                       |                     | Gisla di Milano      |                           |  |  |       |  |  | Anselmo II di Savona |  |  |                     |  |
| Anselmo III di Savona |                     |                      |                           |  |  |       |  |  | Anselmo II di Savona |  |  |                     |  |
|                       |                     | Adila d'Este         | Alberto Azzo I            |  |  |       |  |  |                      |  |  |                     |  |
|                       |                     | Adila d'Este         | Alberto Azzo I            |  |  |       |  |  |                      |  |  |                     |  |
|                       |                     | Adila d'Este         | …                         |  |  |       |  |  |                      |  |  |                     |  |
| Ottone III di Savona  |                     | Adila d'Este         |                           |  |  |       |  |  |                      |  |  |                     |  |
|                       |                     | …                    | …                         |  |  |       |  |  |                      |  |  |                     |  |
|                       |                     | …                    | …                         |  |  |       |  |  |                      |  |  |                     |  |
|                       |                     | …                    | …                         |  |  |       |  |  |                      |  |  |                     |  |
| …                     |                     | …                    |                           |  |  |       |  |  |                      |  |  |                     |  |
|                       |                     | …                    | …                         |  |  |       |  |  |                      |  |  |                     |  |
|                       |                     | …                    | …                         |  |  |       |  |  |                      |  |  |                     |  |
|                       |                     | …                    | …                         |  |  |       |  |  |                      |  |  |                     |  |
| Bonifacio del Vasto   |                     | …                    |                           |  |  |       |  |  |                      |  |  |                     |  |
|                       | Olderico Manfredi I | Arduino il Glabro    |                           |  |  |       |  |  |                      |  |  |                     |  |
|                       | Olderico Manfredi I | Arduino il Glabro    |                           |  |  |       |  |  |                      |  |  |                     |  |
|                       | Olderico Manfredi I | Immula               |                           |  |  |       |  |  |                      |  |  |                     |  |
| Olderico Manfredi II  | Olderico Manfredi I |                      |                           |  |  |       |  |  |                      |  |  |                     |  |
|                       |                     | Prangarda di Canossa | Adalberto Atto di Canossa |  |  |       |  |  |                      |  |  |                     |  |
|                       |                     | Prangarda di Canossa | Adalberto Atto di Canossa |  |  |       |  |  |                      |  |  |                     |  |
|                       |                     | Prangarda di Canossa | Ildegarda dei Supponidi   |  |  |       |  |  |                      |  |  |                     |  |
| Berta di Torino       |                     | Prangarda di Canossa |                           |  |  |       |  |  |                      |  |  |                     |  |
|                       |                     | …                    | …                         |  |  |       |  |  |                      |  |  |                     |  |
|                       |                     | …                    | …                         |  |  |       |  |  |                      |  |  |                     |  |
|                       |                     | …                    | …                         |  |  |       |  |  |                      |  |  |                     |  |
| Berta di Milano       |                     | …                    |                           |  |  |       |  |  |                      |  |  |                     |  |
|                       |                     | …                    | …                         |  |  |       |  |  |                      |  |  |                     |  |
|                       |                     | …                    | …                         |  |  |       |  |  |                      |  |  |                     |  |
|                       |                     | …                    | …                         |  |  |       |  |  |                      |  |  |                     |  |
|                       |                     | …                    |                           |  |  |       |  |  |                      |  |  |                     |  |